# 松树蜂
松树蜂（学名：Sirex noctilio），又称辐射松树蜂，是膜翅目树蜂科树蜂属的一种昆虫，因其危害以松属为主的针叶树，被列为国际重大林业检疫对象。
松树蜂原产于欧洲和北非，但在原产地较少危害。1900年松树蜂首次在新西兰发现，随后传播至澳大利亚、乌拉圭、巴西、南非美国和中国等地区。